# U-Bahn-Station Oberlaa
Die U-Bahn-Station Oberlaa ist die südliche Endstation der Wiener U-Bahn-Linie U1. Sie wurde gemeinsam mit der vom Reumannplatz ausgehenden südlichen Verlängerung der U1 am 2. September 2017 eröffnet. Die Station Oberlaa liegt oberirdisch im Süden des 10. Wiener Gemeindebezirks direkt am Eingang zur Therme Wien. Nördlich der Station befindet sich der Kurpark Oberlaa, südlich schließt die Donauländebahn an; jenseits der Bahn befindet sich, nicht unmittelbar benachbart, der historische Ortskern des Bezirksteils Oberlaa.
Das westliche Bahnsteigende ist an einen Tunnel unter der U1 und der Donauländebahn angeschlossen, dieser verbindet die Laaer-Berg-Straße mit der Hämmerlegasse. Östlich erfolgt die Anbindung über eine Fußgängerbrücke zwischen der Therme und einem Treppenturm mit Ausgängen zur Laaer-Berg-Straße und der Biererlgasse.
Vor Eröffnung der Verlängerung der U1 endete hier der zur Wiener internationalen Gartenschau 1974 gebaute, zuletzt vom Reumannplatz ausgehende östliche Ast der Straßenbahnlinie 67. Er wurde während des U-Bahn-Baus zur Per-Albin-Hansson-Siedlung verkürzt und mit Eröffnung der Neubaustrecke eingestellt.
Im Bereich der U-Bahn-Station befinden sich eine Abstell- und Revisionshalle für Züge der U1 sowie eine Park-and-Ride-Anlage und eine Bike-and-Ride-Anlage für Fahrradfahrer.

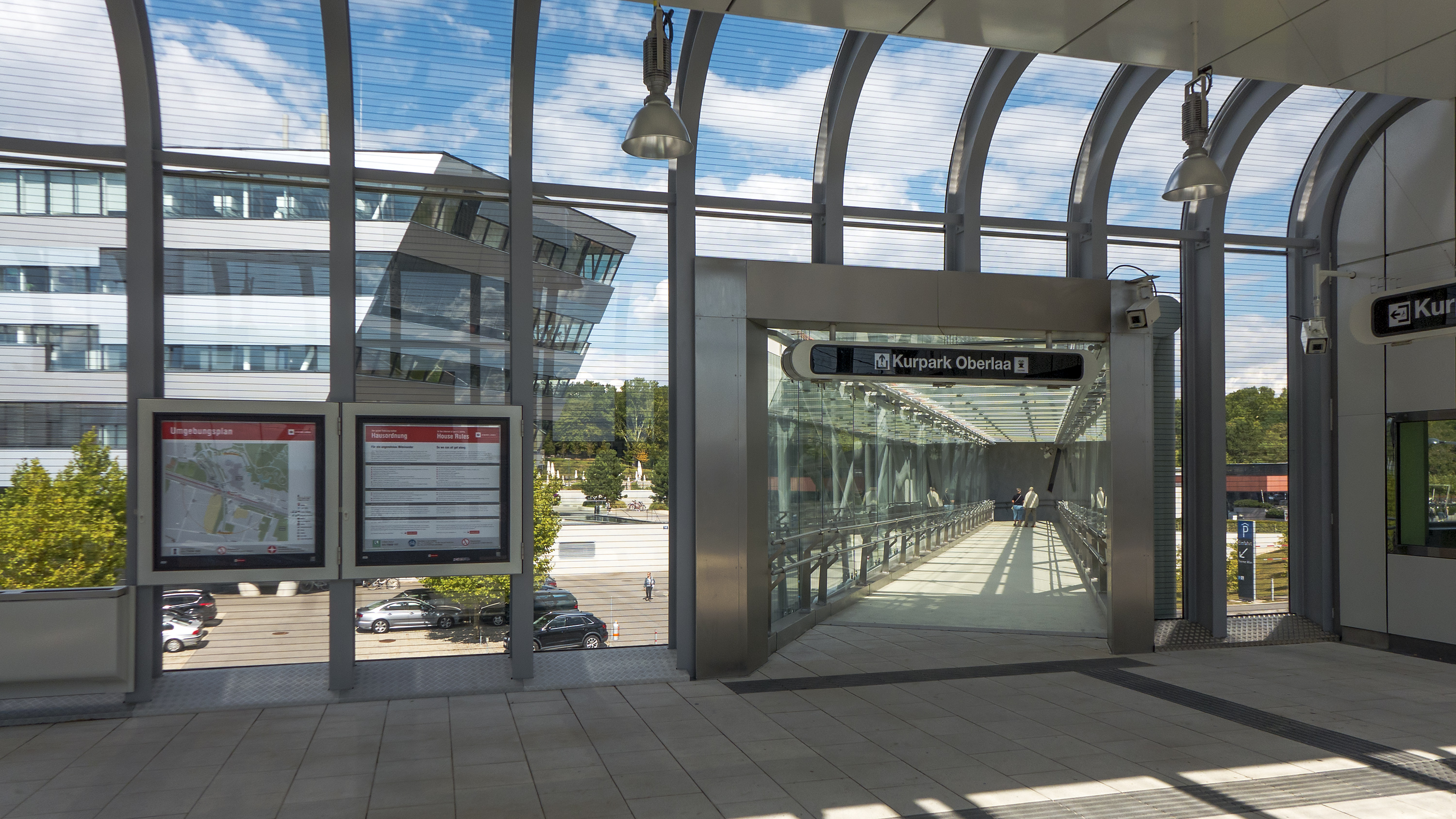
Aufnahmsgebäude innen
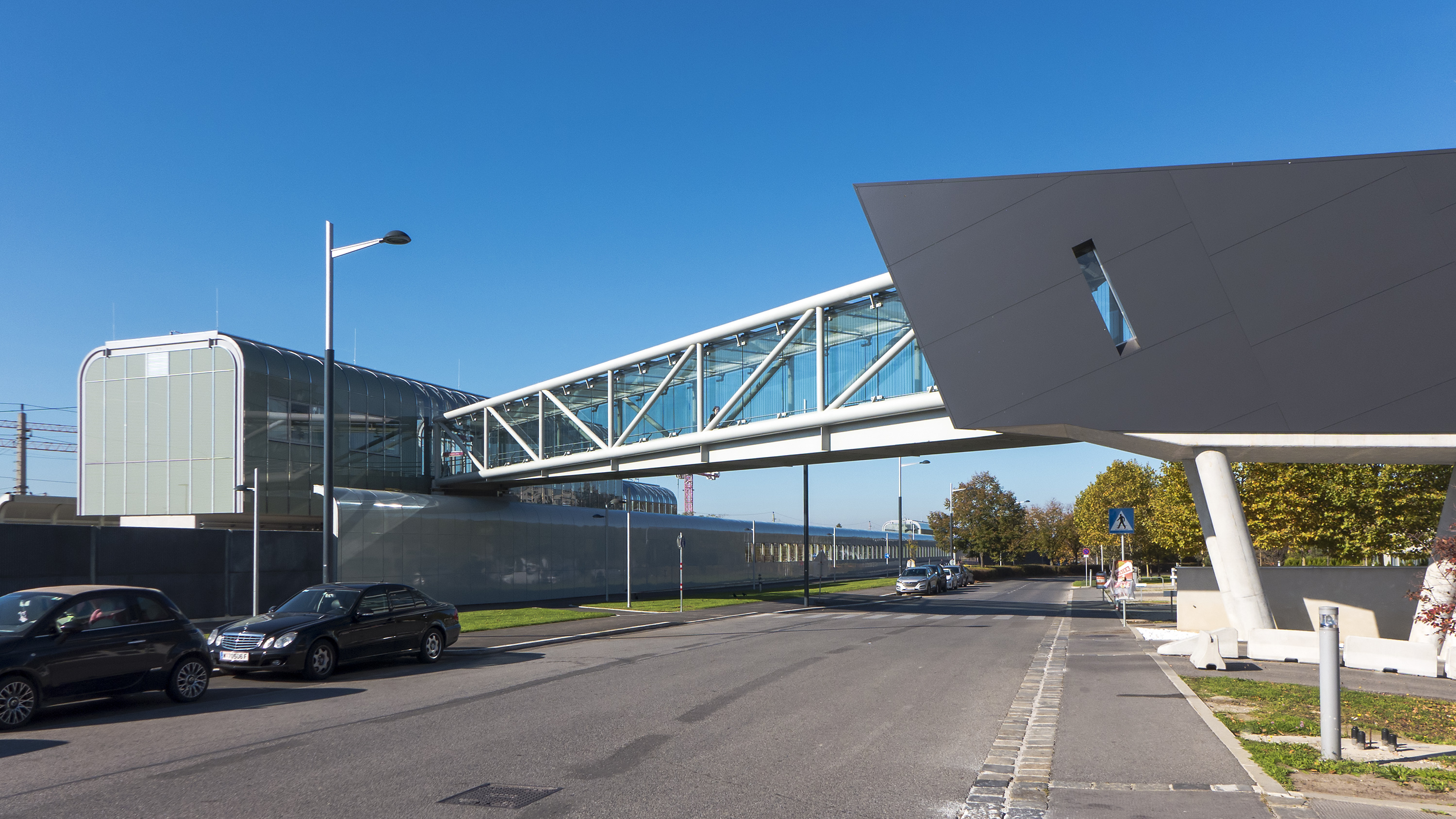
Fußgängerbrücke
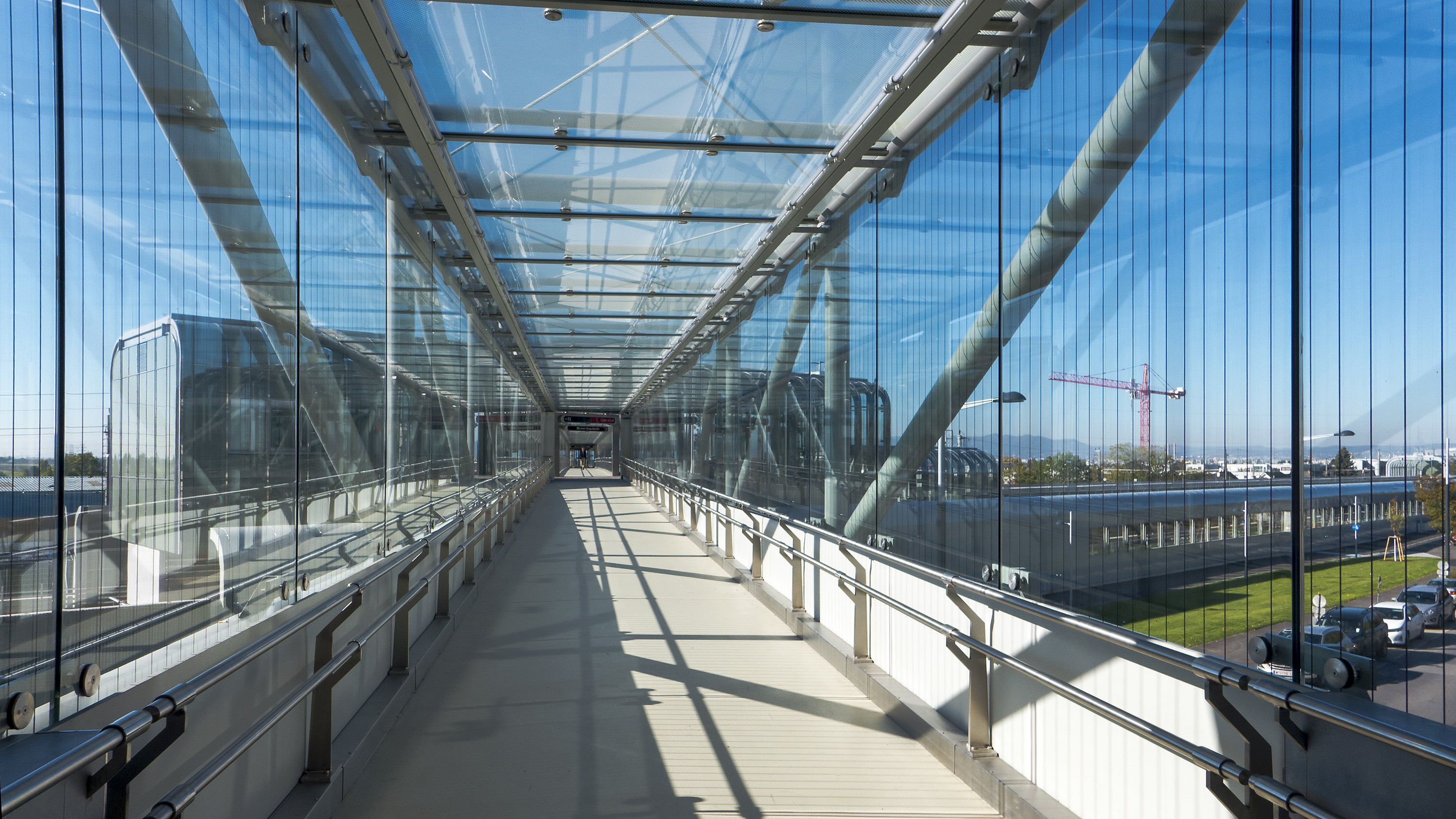
Fußgängerbrücke innen
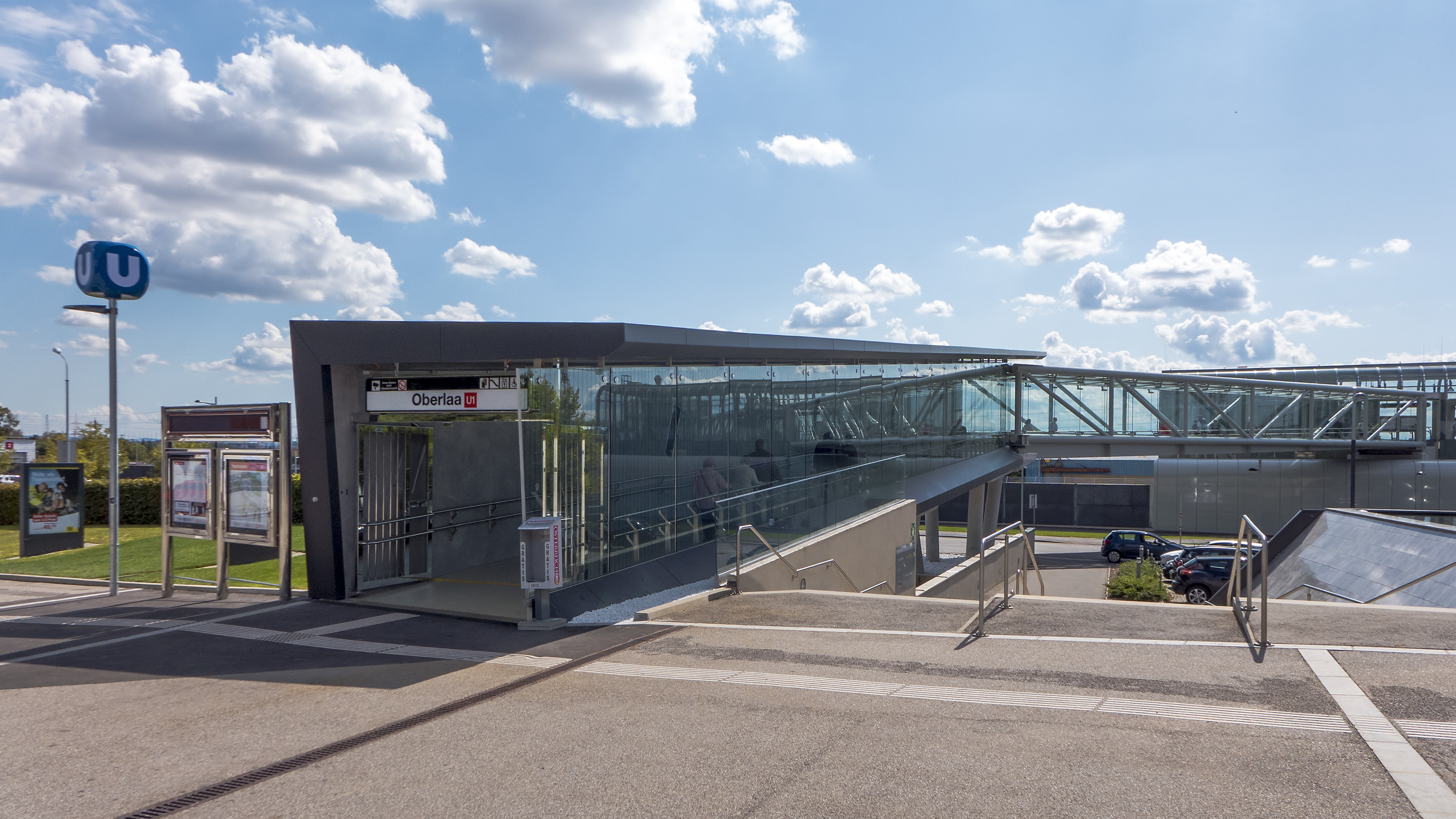
Ausgang Kurpark
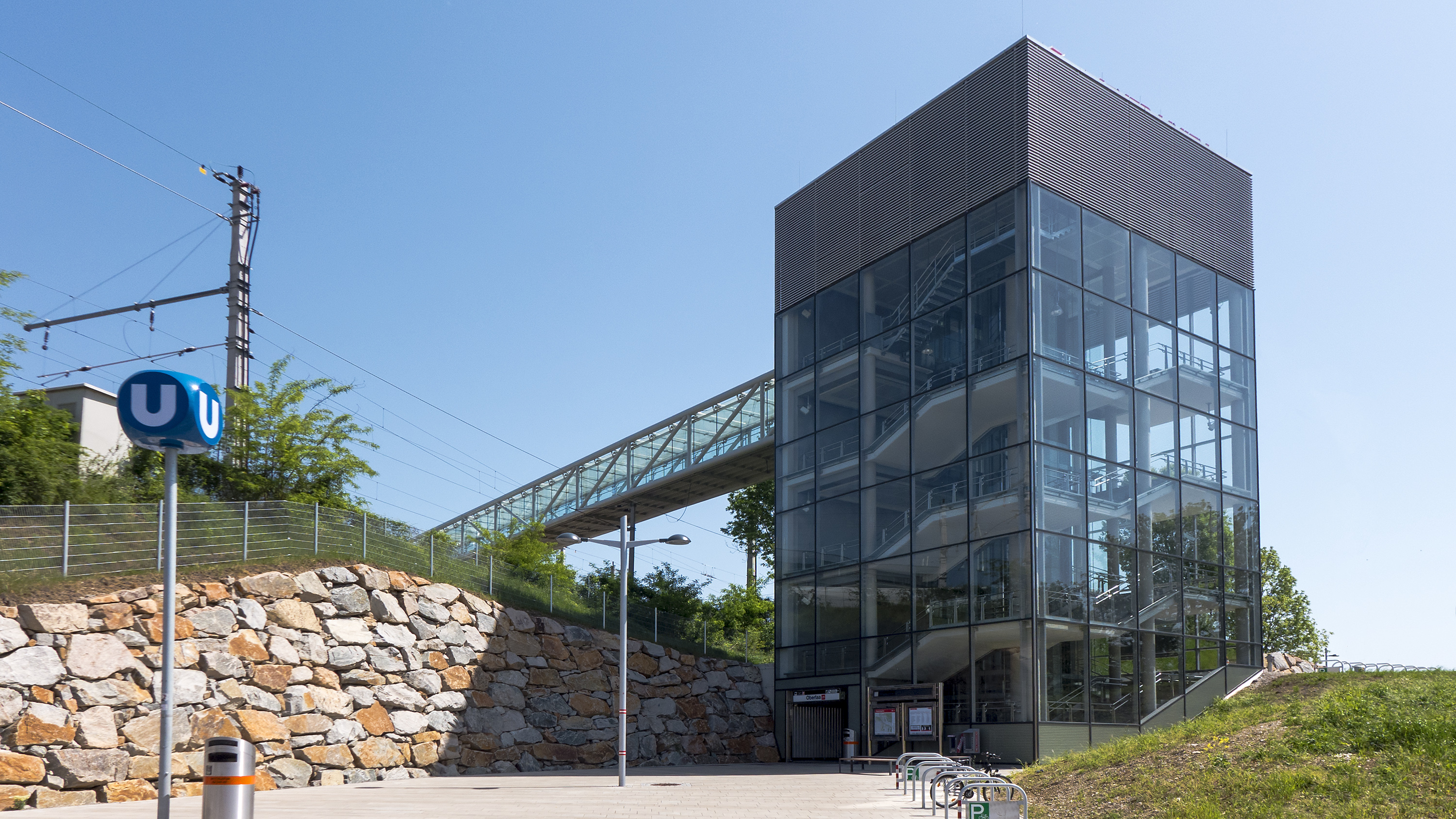
Aufnahmsgebäude Süd
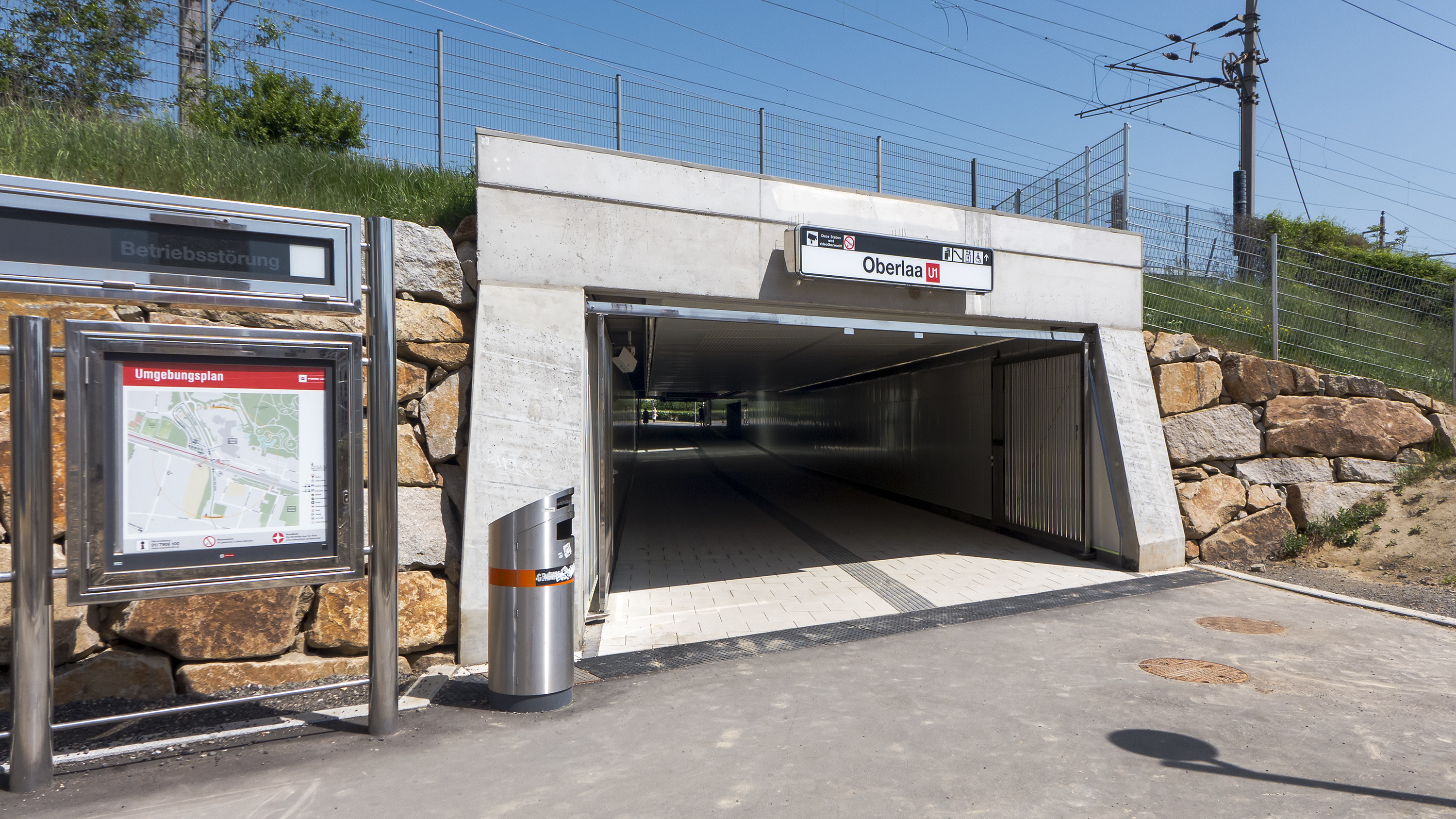
Ausgang Grundäcker
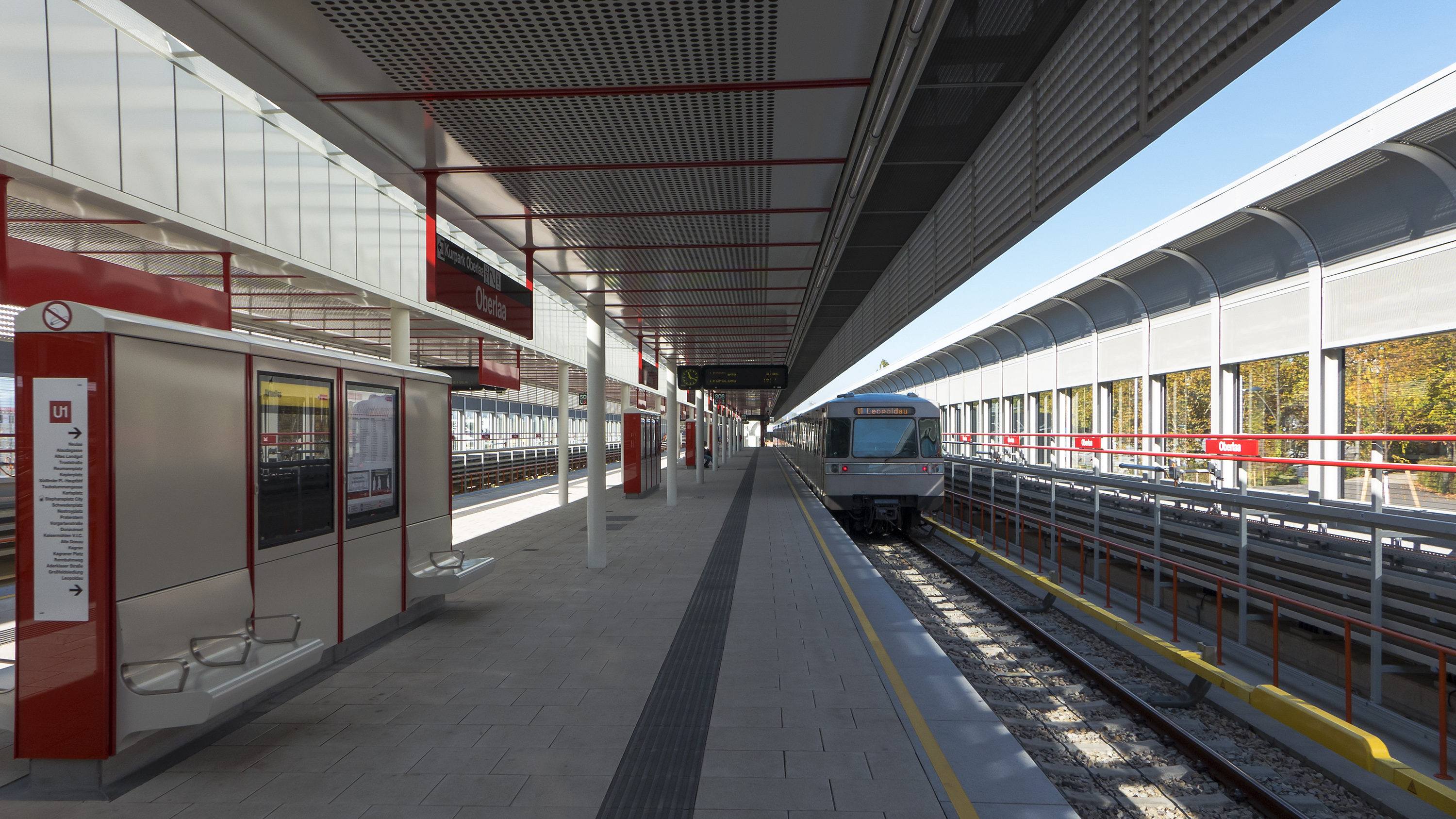
Bahnsteig Fahrtrichtung Leopoldau